# Eucalyptus Hills
Eucalyptus Hills est une census-designated place située dans le comté de San Diego, dans l’État de Californie, aux États-Unis. Sa population s’élevait à 5 313 habitants lors du recensement de 2010.

## Source
- (en) Cet article est partiellement ou en totalité issu de l’article de Wikipédia en anglais intitulé « Eucalyptus Hills, California » (voir la liste des auteurs).